# Discographie de Pixie Lott

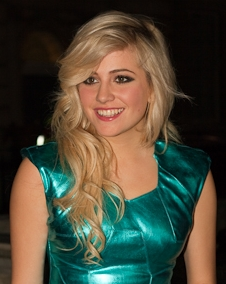
Pixie Lott.

Discographie de Pixie Lott, une chanteuse anglaise née en 1991.

## Albums studio
| Année | Album                                                   | Classements | Classements | Classements | Classements | Classements | Classements | Ventes & certification                                                                                |
| Année | Album                                                   | UK          | AUT         | DEN         | GER         | IRE         | SWI         | Ventes & certification                                                                                |
| ----- | ------------------------------------------------------- | ----------- | ----------- | ----------- | ----------- | ----------- | ----------- | --- |
| 2009  | Turn It Up - 1er album studio - Sortie : Septembre 2009 | 6           | 70          | 16          | 81          | 18          | 49          | - Ventes Royaume-Uni : 600 000+ - Certification Royaume-Uni : 2 × Platine - Ventes Monde : 1 000 000+ |
| 2014  | Pixie Lott - Sortie : Août 2014                         | 15          | —           | —           | —           | 100         | —           | |

## Singles
| Année | Titre                  | Classements | Classements | Classements | Classements | Classements | Classements | Album      |
| Année | Titre                  | UK          | AUT         | DEN         | GER         | IRE         | SWI         | Album      |
| ----- | ---------------------- | ----------- | ----------- | ----------- | ----------- | ----------- | ----------- | ---------- |
| 2009  | Mama Do (Uh Oh, Uh Oh) | 1           | 70          | 16          | 81          | 18          | 49          | Turn It Up |
| 2009  | Boys and Girls         | 1           | —           | 39          | —           | 4           | —           | Turn It Up |
| 2009  | Cry Me Out             | 12          | —           | 4           | —           | 31          | 66          | Turn It Up |

### Collaborations
| Année | Titre                                           | Classements | Classements |
| Année | Titre                                           | UK          | IRE         |
| ----- | ----------------------------------------------- | ----------- | ----------- |
| 2012  | Bright Lights (Tinchy Stryder feat. Pixie Lott) | 7           | 19          |
| 2014  | Wild Heart (The Vamps feat. Pixie Lott)         | —           | —           |

### Singles Promotionnels
| Année | Titre     | Album      |
| ----- | --------- | ---------- |
| 2014  | Heart Cry | Pixie Lott |